# Waadvermogen

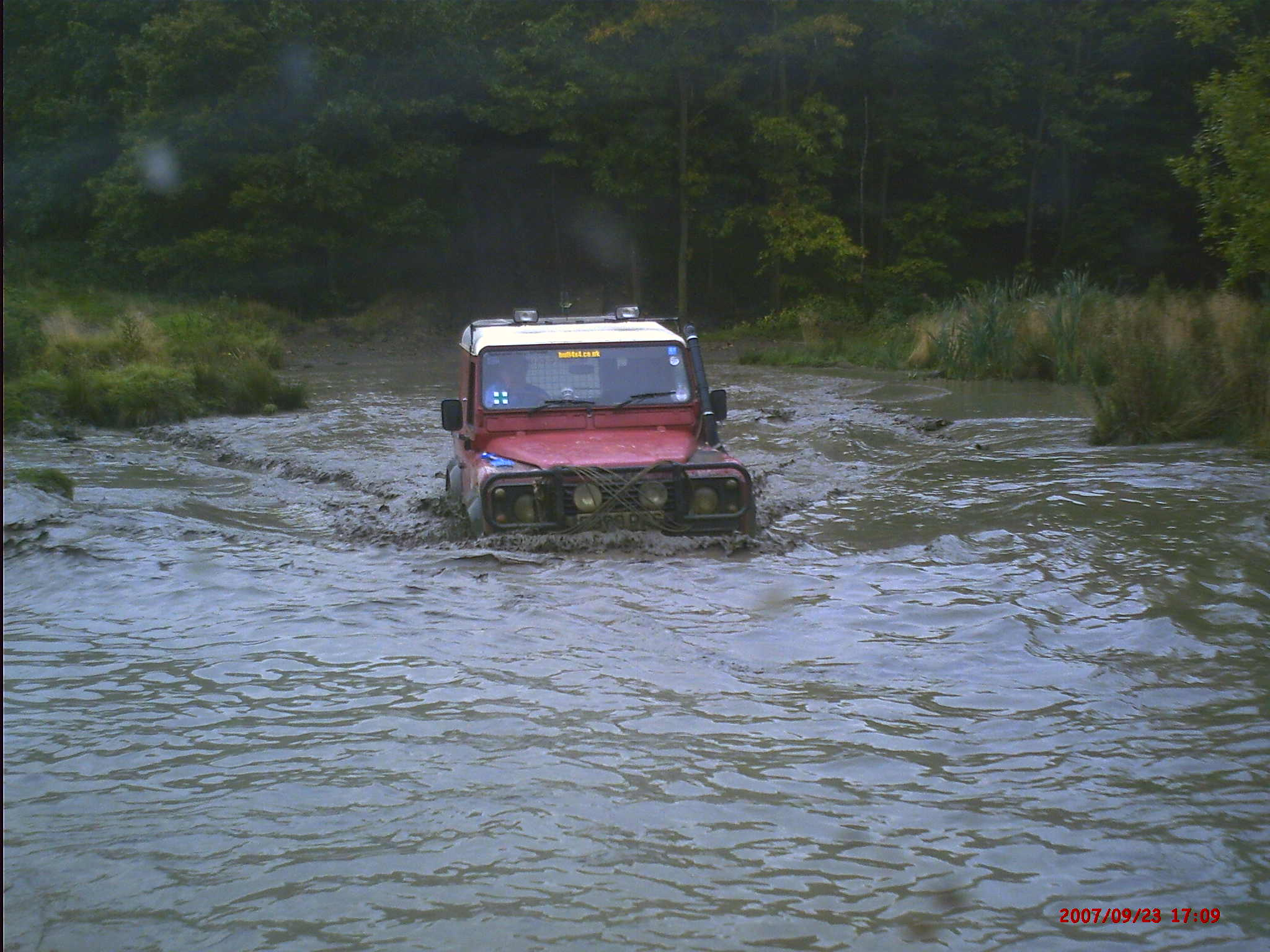
Een wadende Land Rover 90

Met waadvermogen wordt aangeduid in hoeverre een voertuig door water kan rijden. De maximumdiepte wordt doorgaans uitgedrukt in centimeters, gemeten vanaf de bodem. Voertuigen met waadvermogen blijven contact houden met de bodem en dienen daarom te worden onderscheiden van amfibievoertuigen. 
Omdat een voertuigmotor doorgaans stopt met functioneren als er water binnendringt zijn vaak aanpassingen nodig. Door het hoger dan gebruikelijk aanbrengen van de luchtinlaat en de uitlaat kan het waadvermogen worden vergroot. Voor de luchtinlaat kan ook een snorkel worden toegepast. Voor het comfort van de inzittenden kan de waterdichtheid van het voertuig worden vergroot door rubberafdichtingen.

## Deep wading

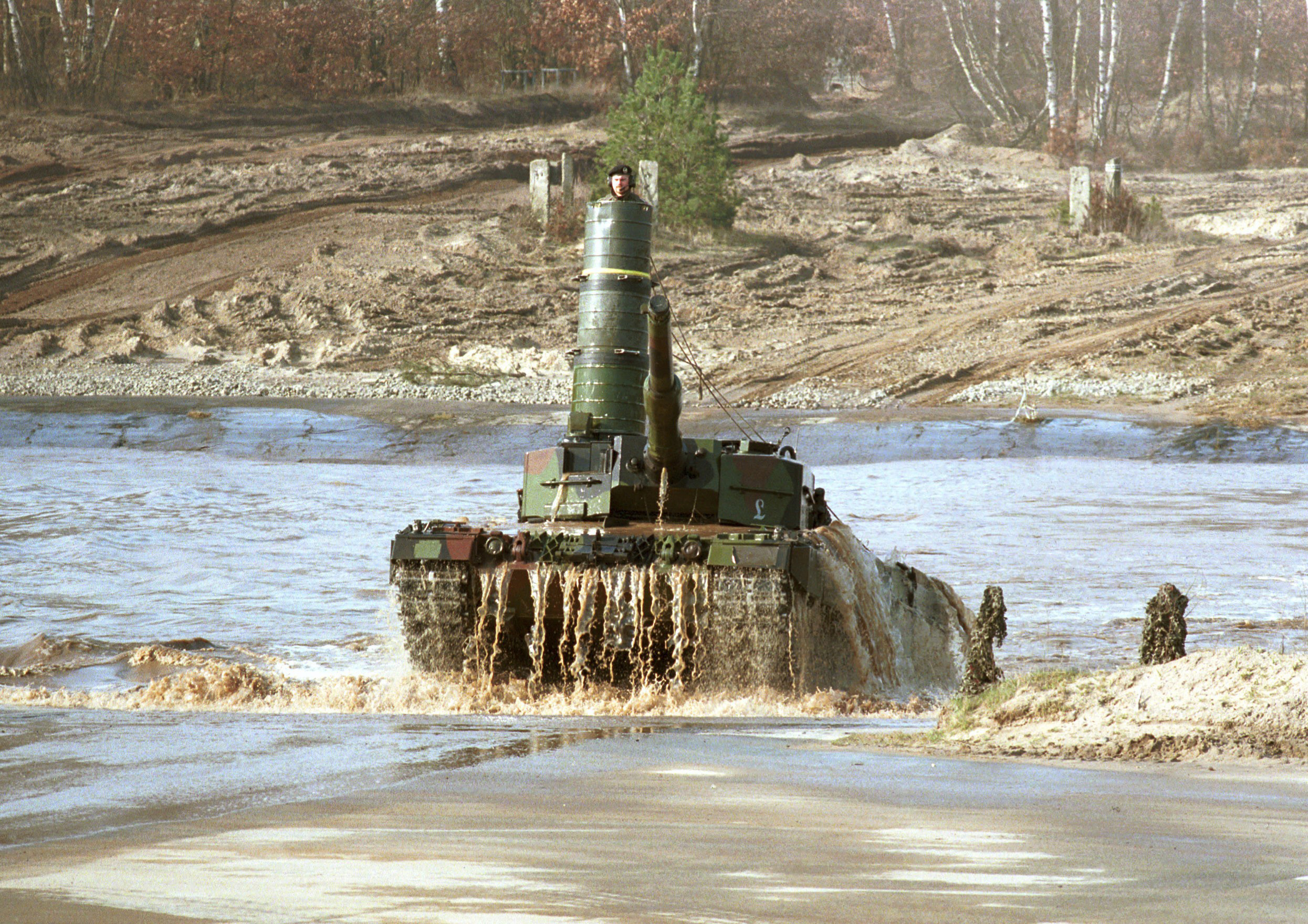
Leopard 2A4 met snorkel

Een speciale vorm van een voertuig met waadvermogen is een voertuig dat geschikt is voor deep wading. Hierbij verdwijnt het voertuig geheel onder water. Een Leopard 2A4 tank kan, indien uitgerust met een speciale snorkel, door vier meter diep water waden.

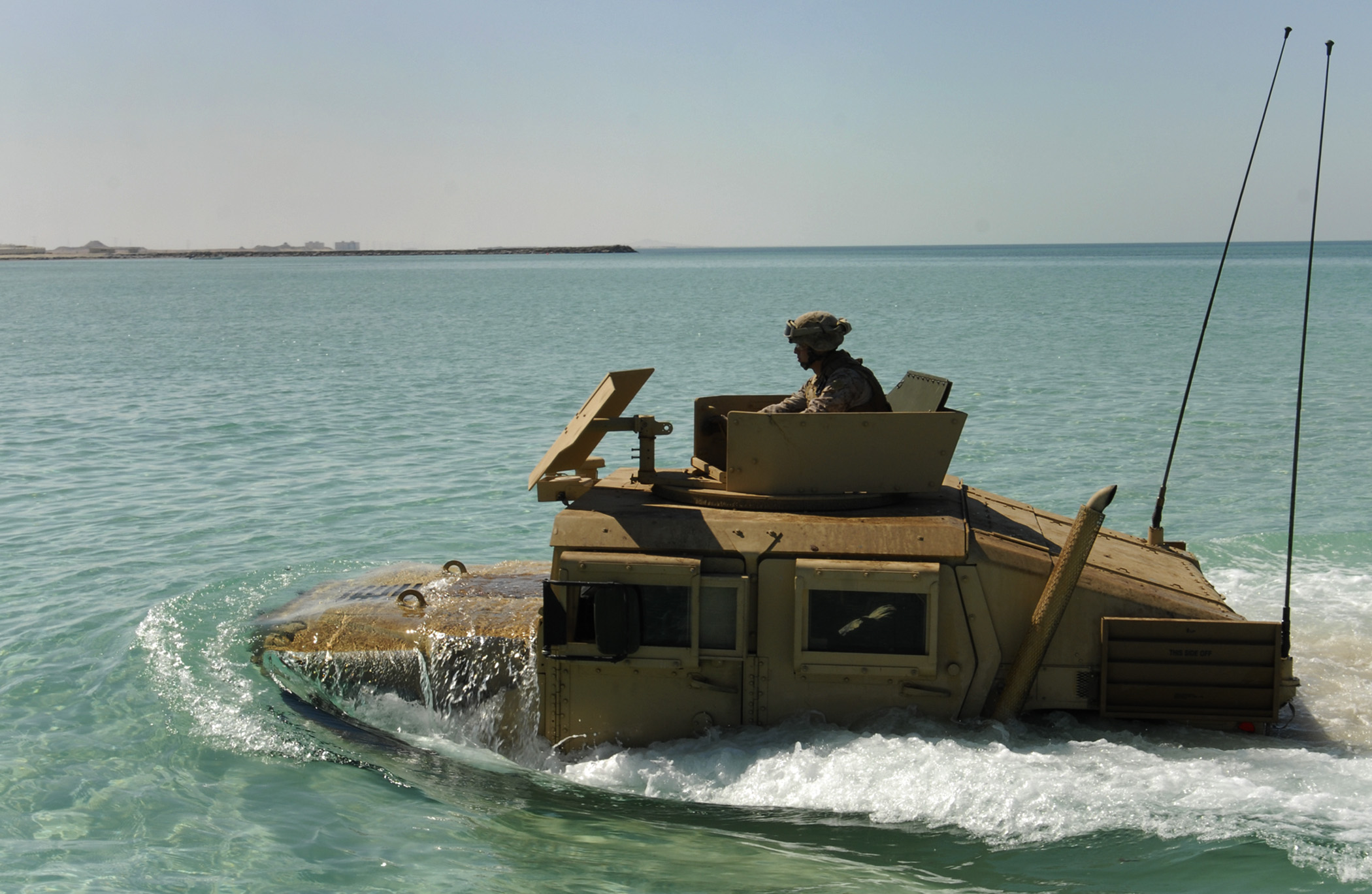
Een Humvee waadt naar de kust, boven het linkerachterwiel is de verlengde uitlaat te zien

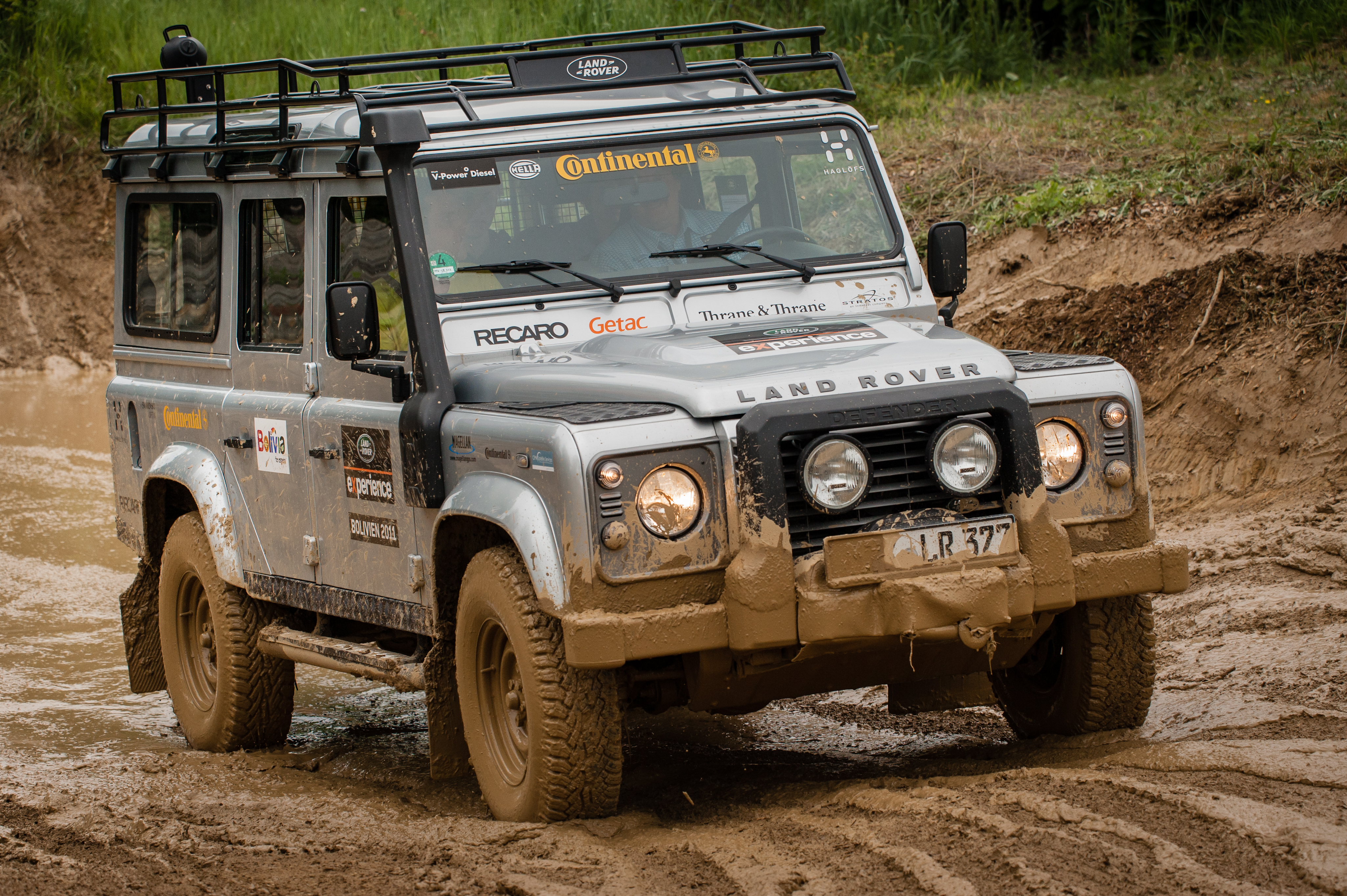
Land Rover Defender met snorkel boven het rechtervoorwiel